# Фодор, Юджин
Юджин Фодор (англ. Eugene Fodor; 5 марта 1950, Денвер — 26 февраля 2011) — американский скрипач.
Фодор родился в Денвере, штат Колорадо. Первые 10 лет он учился у Гарольда Уипплера, который преподавал ему с 1958 по 1968 год. Уипплер заметил, что Фодор обладал исключительным талантом, особой техникой пения, а также у него присутствовало особое понимание музыки.
Учился в Джульярдской школе музыки у Ивана Галамяна, на музыкальных факультетах Университета Индианы (у Джозефа Гинголда) и Университета Южной Калифорнии (у Яши Хейфеца). В 10-летнем возрасте дебютировал с Денверским симфоническим оркестром, исполнив скрипичный концерт Бруха. К 17 годам был лауреатом ряда престижных национальных конкурсов, а в 1972 г. выиграл Международный конкурс скрипачей имени Паганини в Генуе. В 1974 г. на Пятом Международном конкурсе имени Чайковского Юджин Фодор разделил второе место с Рубеном Агароняном и Русудан Гвасалия (первая премия в этот раз не присуждалась). Фодор также был удостоен Европейской премии солистов "Prix Europeen du Soliste" в январе 1999 года.
На волне этих успехов международная карьера Фодора хорошо развивалась в 1970-80-е гг., однако затем последовал спад, связанный в том числе и с неприятным инцидентом 1989 г., когда Фодор был арестован за хранение наркотиков (у него обнаружили 20 граммов кокаина). Тем не менее, 1990—2000-е годы ознаменовались для Фодора несколькими яркими записями (в частности, скрипичный концерт Сибелиуса и все скрипичные сонаты Брамса).